# زیردریایی یو-۶۵۷

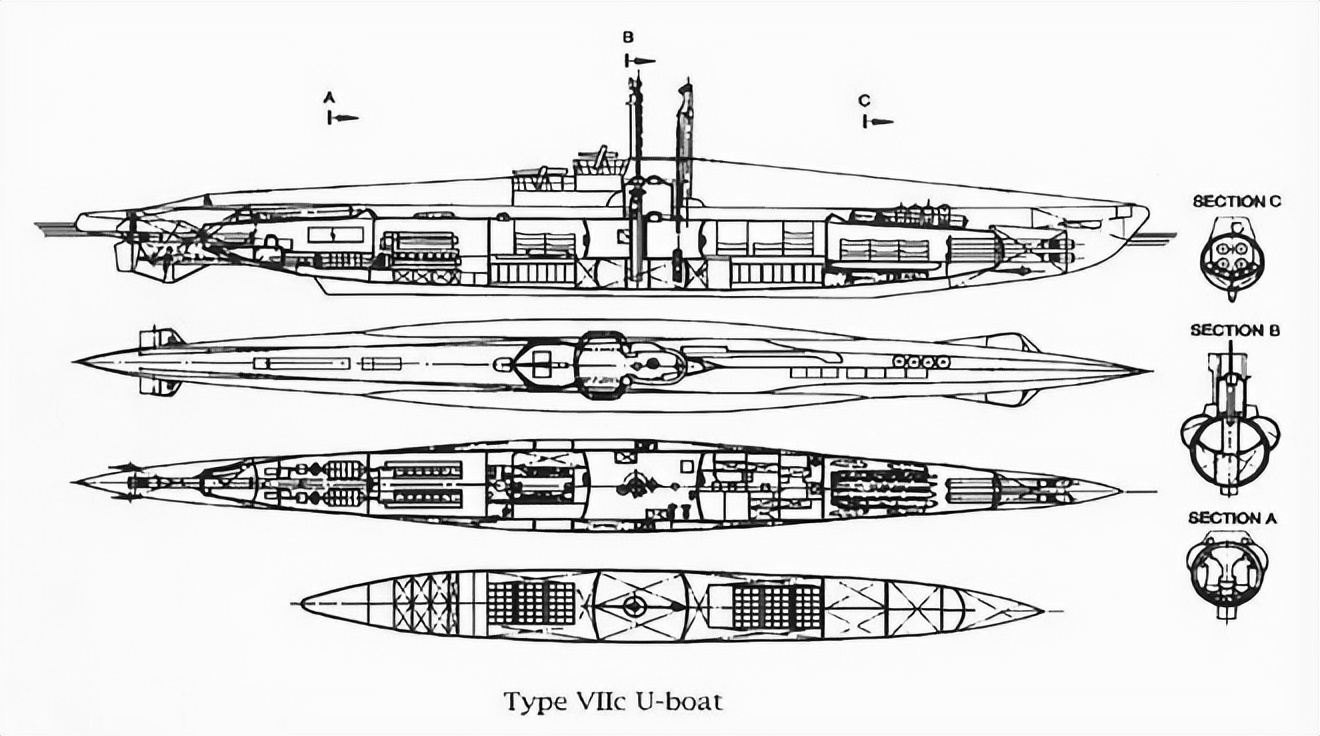
رسم سه نمای سه زیر دریایی یو-۶۵۷

زیردریایی یو-۶۵۷ (به انگلیسی: German submarine U-657) یک زیردریایی است که طول آن ۶۷٫۱ متر (۲۲۰ فوت ۲ اینچ) می‌باشد. این زیردریایی در سال ۱۹۴۱ ساخته شد.